# Burn (figure)
Pour les articles homonymes, voir Burn.

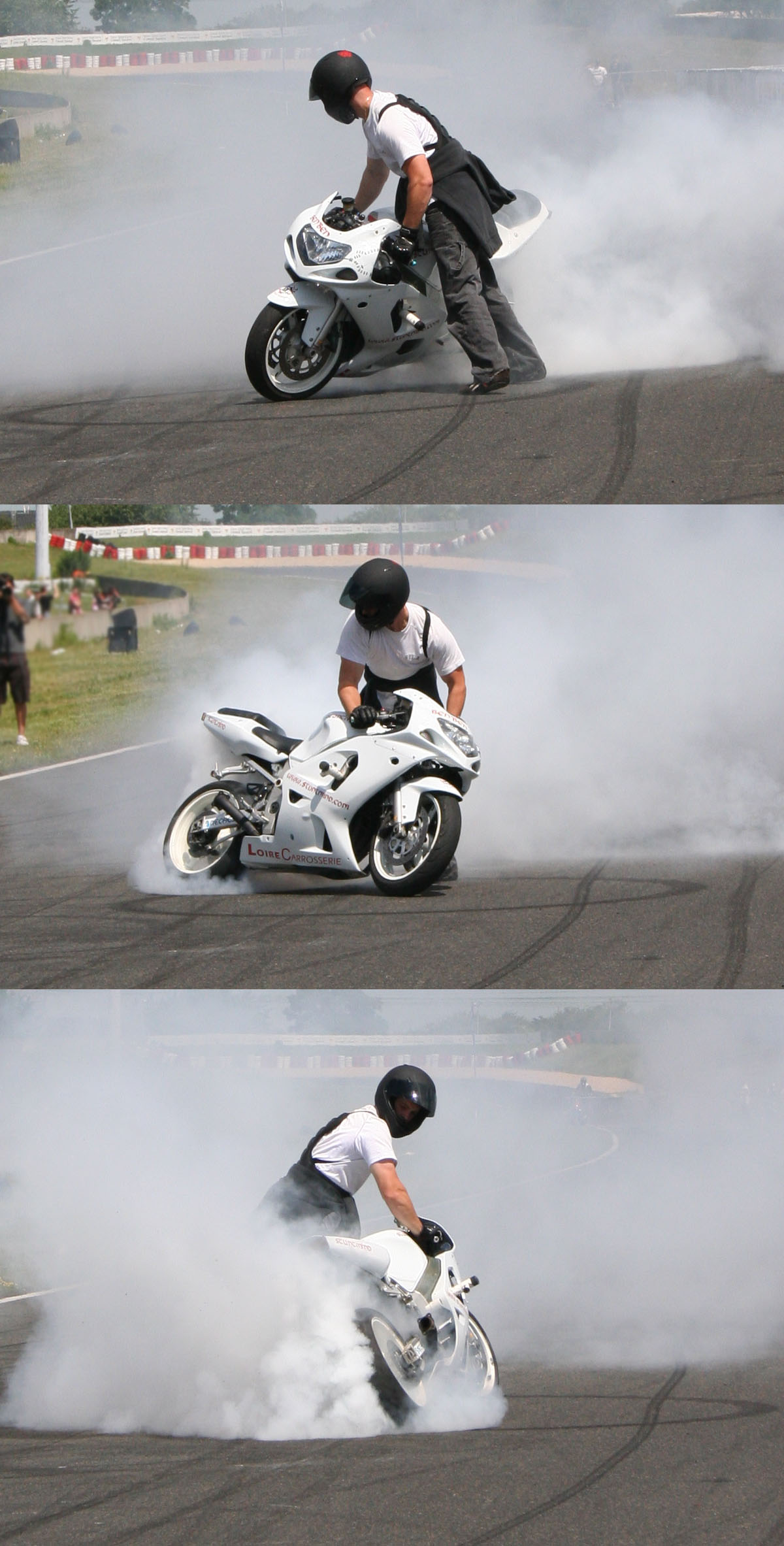
Burns à l'arrêt, lors du Stunt Bike Show, le 17 juin 2007, au circuit Carole.

Un burn (anglicisme venant de « burnout ») est une figure réalisée à moto et en automobile consistant à faire déraper la ou les roues arrière ou avant en accélérant tout en bloquant partiellement ou non la ou les autres roues. Il en résulte du bruit, de la fumée et une trace de pneus dessinée sur le bitume.

## Deux-roues
Il peut se pratiquer de différentes manières :
- à l'arrêt : la roue avant est bloquée à l'aide du frein de façon à faire patiner la roue arrière.
- en roulant : il s'agit de doser la puissance afin de faire patiner la roue arrière suffisamment pour avancer, mais sans partir en wheeling. Le pilote est debout sur les cale-pieds en étant presque assis sur le réservoir, poids du corps dirigé vers l'avant pour alléger la roue arrière.

## Automobile
Cette figure se pratique majoritairement sur des propulsions et moins sur des tractions. Sur une voiture, le burn résulte d'une accélération brutale et puissante, il n'y a pas nécessité de bloquer les roues non brûlées, l'accélération fera patiner les roues motrices sans donner le temps aux roues non motrices de tourner. Ceci se fait le plus souvent à l'arrêt mais peut résulter d'un démarrage brutal.
En dragster, le burn sert à mettre la gomme à température avant de s'élancer avec un maximum d'adhérence (grip). Les pilotes de Formule 1 pratiquent aussi le burn pour la même raison lors de la mise en grille avant le départ.

## Donuts
Dans les sports mécaniques, on appelle « donuts » un burn dans lequel le pilote d'une automobile ou d'une motocyclette dessine des cercles en forme de donuts sur l'asphalte avec la gomme de ses pneumatiques, généralement pour célébrer une victoire.

## Galerie

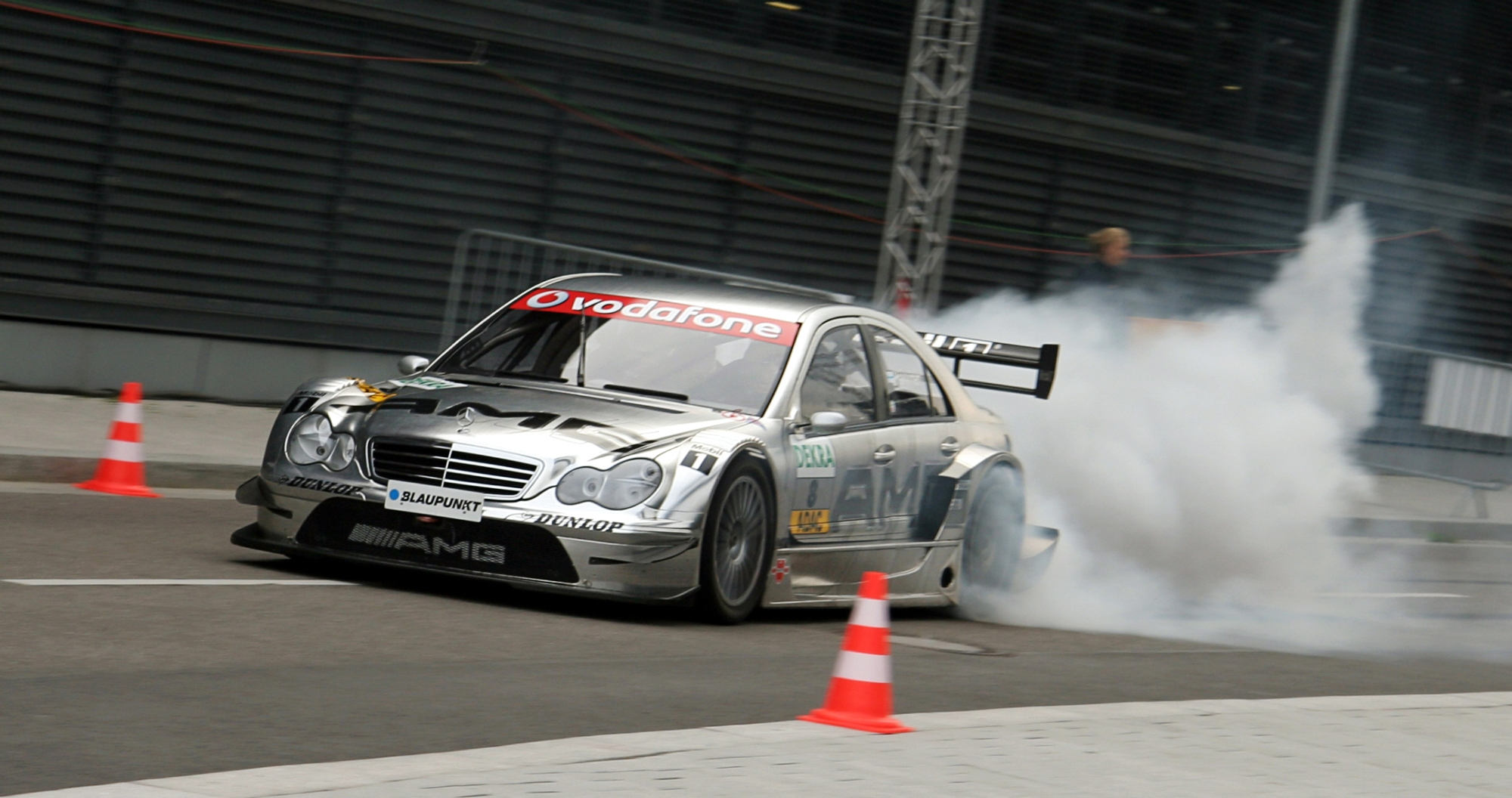
Burn d'une Mercedes-Benz en DTM.
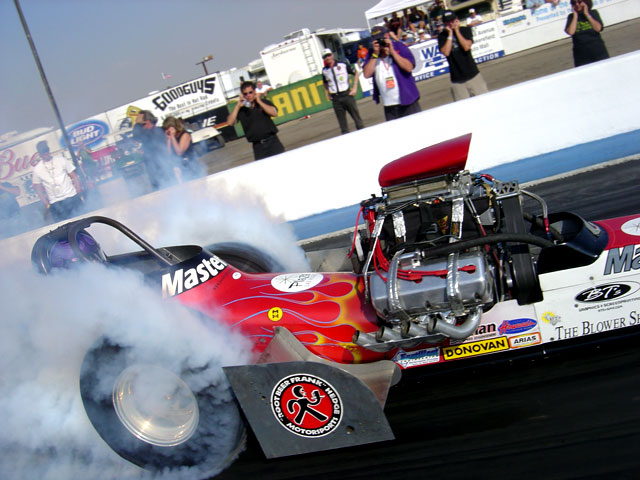
Mise à température de la gomme en dragster avant de s'élancer.
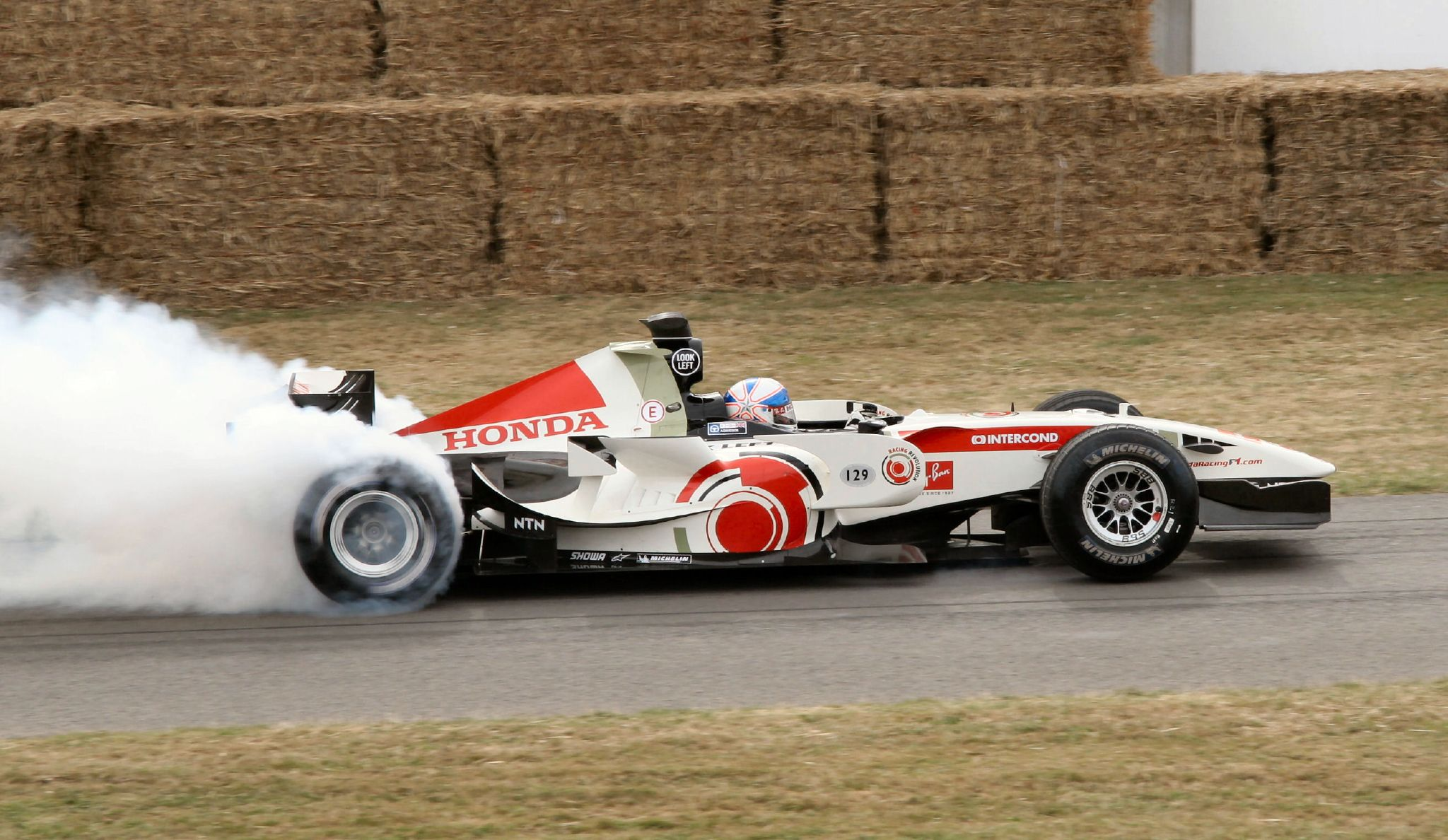
Burn d'une F1 au festival de vitesse de Goodwood (2006).
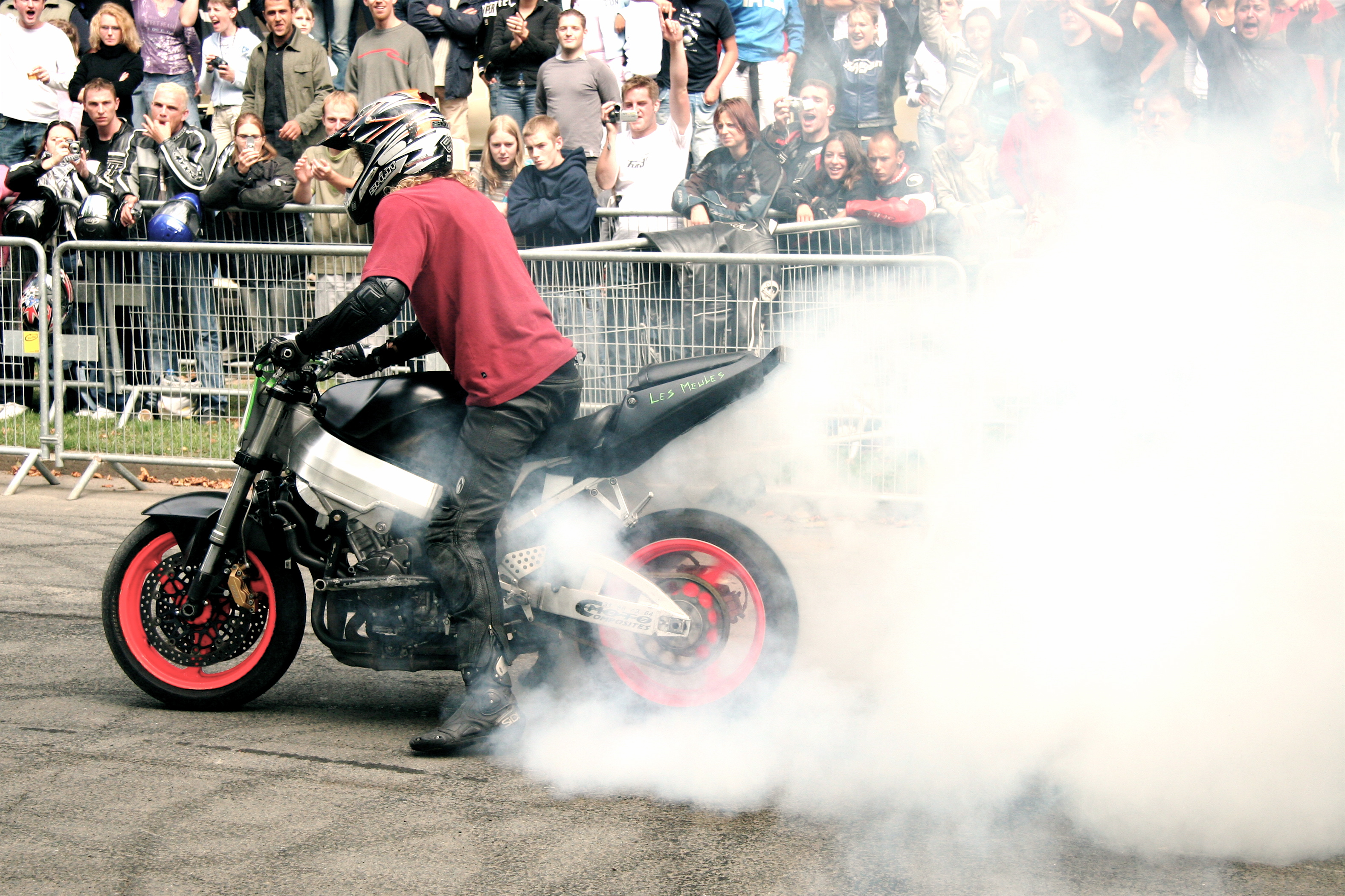
Un burn de moto, à l'arrêt.